# Kisseljowsker Stausee
Der Kisseljowsker Stausee (russisch Киселёвское водохранилище) befindet sich am Fluss Kakwa, einem Nebenfluss der Soswa, einige Kilometer westlich von Serow in der Oblast Swerdlowsk in Russland. Er wurde erstmals 1977 gefüllt und sein Zweck ist die kontinuierliche Wasserversorgung der Industriebetriebe, insbesondere des Hüttenwerks Nadeschda in Serow. Das Reservoir wird auch zur Stromerzeugung in einem kleinen Wasserkraftwerk, dem Kisseljowsker Wasserkraftwerk, genutzt.

## Morphometrie
In Bezug auf die morphometrischen Merkmale des Stausees befindet sich bei Stauziel die Wasseroberfläche auf einer Höhe von 116 Metern über dem Meeresspiegel. Die Gesamtfläche des Stausees beträgt 4,5 Quadratkilometer, und das Volumen des gespeicherten Wassers beläuft sich auf 32 Millionen Kubikmeter. Der Damm, der das Wasser zurückhält, hat eine Höhe von 16 Metern. Die maximale Tiefe des Stausees erreicht 17 Meter, während seine Länge 3,5 Kilometer und seine Breite 1,7 Kilometer beträgt.

## Geschichte
Der Kisseljowsker Stausee wurde erstmals 1977 gefüllt. Es dient als Hauptwasserquelle für die Industrie der Stadt Serow, besonders im Winter, wenn die Gefahr besteht, dass der Fluss Kakwa komplett zufriert. In den Jahren 1993 und 1994 erlebte das Reservoir zwei Dammbrüche.
Der erste Dammbruch ereignete sich am 14. Juni 1993, wobei 6.500 Menschen von der Überschwemmung heimgesucht wurden, 1500 ums Leben kamen und der gesamte materielle Schaden sich auf 63 Milliarden Rubel belief. Die Ursache der Katastrophe war der Zusammenbruch des Damms aufgrund von Überlauf, verursacht durch unzureichende Kapazität der Entlastungseinrichtungen.
1993–1994
Der zweite Dammbruch fand im Juli 1994 statt und führte zu weiteren erheblichen Schäden, etwa 250 Häuser und zwölf Industriebetriebe befanden sich im Überschwemmungsgebiet. Diese Ereignisse führten zur Einführung strengerer Sicherheitsvorschriften für wasserwirtschaftliche Bauwerke in Russland, einschließlich des Bundesgesetzes Nr. 117-FZ über die Sicherheit von wasserwirtschaftlichen Bauwerken, das 1997 in Kraft trat.
Seit 2004 wurden Arbeiten zur Wiederherstellung des Wasserbauwerks durchgeführt, an denen das Hüttenwerks Nadeschda in Serow beteiligt war. Im Jahr 2006 wurde das Reservoir mit 9 Millionen Kubikmetern Wasser gefüllt.